# Arje Bibi
Arje Bibi (hebrejsky: אריה ביבי) je izraelský politik a bývalý poslanec Knesetu za stranu Kadima.

## Biografie
Narodil se 28. dubna 1943 v Bagdádu v Iráku. V roce 1950 přesídlil do Izraele. Získal vysokoškolské vzdělání bakalářského typu v oboru dějin Izraele. Žije ve městě Petach Tikva, je ženatý, má čtyři děti. Hovoří hebrejsky, anglicky a arabsky. Sloužil v izraelské armádě u výsadkových jednotek.

## Politická dráha
Pracoval jako policejní velitel v regionu Jarkon, v Jeruzalému a na dalších řídících postech izraelské policie. Pracoval také jako starosta provizorní místní rady ve městě Lod.
Do Knesetu nastoupil po volbách roku 2009, ve kterých kandidoval za stranu Kadima. Ve funkčním období od roku 2009 působil jako člen parlamentního výboru pro vnitřní záležitosti a životní prostředí a ve výboru práce, sociálních věcí a zdravotnictví.